# Nạn đói Rumanura
Nạn đói Rumanura là một nạn đói xảy ra từ năm 1916 đến năm 1918 trong thời gian quân đội Bỉ chiếm đóng Ruanda-Urundi.